# Tapejara
Tapejara là một đô thị thuộc bang Paraná, Brasil. Đô thị này có diện tích 591,4 km², dân số năm 2007 là 17889 người, mật độ 23,5 người/km².